# 炮 (烹饪)
炮，又称为煨，是中国传统的一种烹饪方式，即用烂泥等包裹食物而烧烤，如“炮番薯”、“煨番薯”、“泥煨鸡”等。在传统中药制作过程中，炮制和煨法也是来自于这种食物的加工方法。